# Набоков (село)
Набоков (укр. Набоків) — село в Городищенском районе Черкасской области Украины.
Население по переписи 2001 года составляло 462 человека. Почтовый индекс — 19508. Телефонный код — 4734.

## Местный совет
19500, Черкасская обл., Городищенский р-н, г. Городище, ул. Грушевского, 11